# Skånska sagokungar
Skånska sagokungar avser påstådda regenter av Skåne innan landskapet med säkerhet var danskt under 900-talet. Sagokungar omnämns endast i senare verk och traditioner och är därför endast dokumenterade långt efter att de påstås ha levt och regerat, huvudsakligen i den fornnordiska sagalitteraturen där det också förekommer mycket mytologiskt material. Eftersom kungarnas historicitet inte kan bekräftas med samtida källor och deras påstådda bedrifter i vissa fall strider mot vad som framgår av arkeologiska fynd behandlas sagokungar i regel inte som historiska personer.
Det finns längder med sagokungar för alla tre av de skandinaviska länderna samt för mindre områden som idag ligger inom dem, bland annat för Götaland och för olika delar av Norge. Ett litet antal skånska figurer och härskare dyker också upp i sagalitteraturen. Intresset för skånska sagokungar utvecklades främst under 1800-talet och 1900-talet i samband med en då ökad skånsk regionalism. Sagokungar har även skildrats i populärkultur, såsom i Åke Ohlmarks roman Konungariket Skånes undergång (1975).

## Skåne i sagorna

### Gesta Danorum
De första nio böckerna av Saxo Grammaticus verk Gesta Danorum (1200-tal), vilket behandlar dansk historia, är till stor del ett återberättande av myter och legender om nordisk forntid. Skåne omtalas ett antal gånger, främst i form av landskapets påstådda förhållande till Danmark och ett antal danska sagokungar. På grund av Gesta Danorums mytiska inslag och bristen på andra källor betraktas informationen i de första nio böckerna i regel inte som en historisk källa.
- I den fjärde boken nämns Fialler, guvernör av Skåne, som fördrivs av den danske sagokungen Wiglek.[2]
- I den femte boken nämns Ostmar, som väljs till regent i Skåne efter att den danska kungaätten i och med en kung Siwalds död dör ut på svärdssidan. Den femte boken nämner också att den senare danske sagokungen Harald Hildetand återtog Skåne genom att besegra kämpen Wesete.[2]
- I den åttonde boken nämns Skalk Skåningen, en kapten under Harald Hildetand, samt Atyl Skåningen, en figur med oklar status och position som strider vid den danske sagokungen Omunds sida. Den åttonde boken nämner även Simon, en guvernör av Skåne under den svenske sagokungen Gotar som blir mördad, samt att den danske sagokungen Snio vid ett senare tillfälle återtog Skåne genom att besegra kämparna Eskil och Askil.[2]

### Isländska sagor
Snorre Sturlasson (1200-tal) nämner ett antal skånska sagokungar i sina nedskrivningar av Heimskringla och Hervors saga. Det beskrivs hur en kung Gudröd av Skåne gifter sig med Åsa Ingjaldsdotter, dotter till sveakungen Ingjald Illråde. Åsa får Gudröd att döda sin bror Halvdan och tar sedan död också på Gudröd, vartefter Halvdans son Ivar Vidfamne tar över Skåne, samlar en stor här, och hämnas genom att erövra Sverige. Det beskrivs sedan att Ivar bygger ett betydligt större rike, där även England samt delar av Tyskland och Östeuropa ingår. Händelserna bör baserat på Sturlassons vaga tidsangivelser ha ägt rum på 600-talet men anses inte historiskt trovärdiga, bland annat på grund av att ett så stort överhöghetsvälde borde hade lämnat arkeologiska spår och ha nämnts av någon samtida historieskrivare eller krönikör i Europa.
Strutharald är en halvhistorisk figur som ibland omtalas som en vikingatida skånsk kung. Strutharald nämns av Snorre Sturlasson i Olav Tryggvasons saga, där han beskrivs som en kung som styrde Skåne samtidigt som Harald Blåtand härskade i Jylland och som dog innan Sven Tveskägg blev dansk kung. Strutharald nämns även i Jomsvikingasagan (skriven på Island omkring år 1200) men beskrivs där istället som en jarl som härskade över Själland. Hans roll som härskare i Skåne är på så vis omtvistad även i sagorna.

## Runstenar

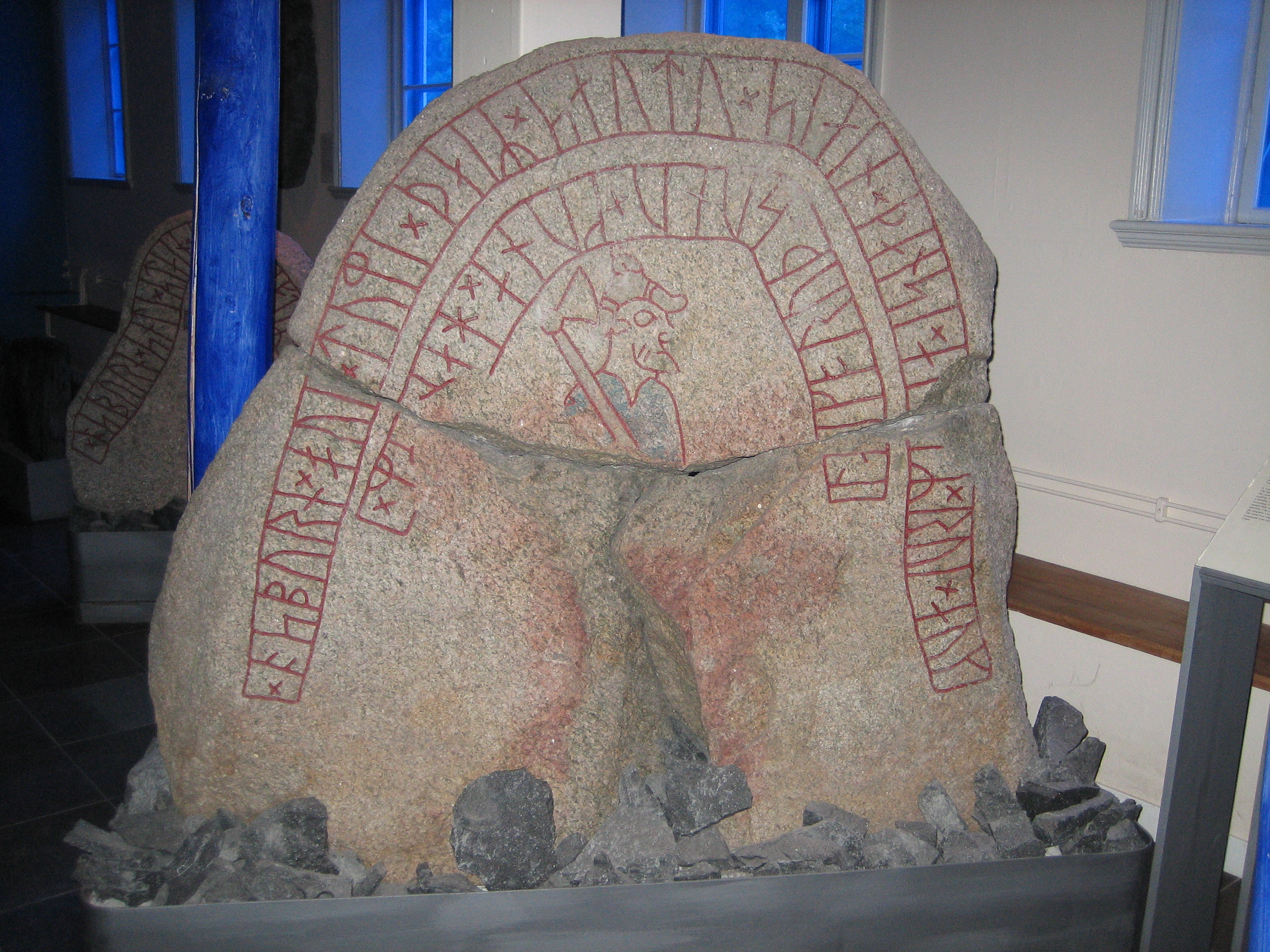
Runsten ur Hunnestadsmonumentet som tros avbilda Gunne Hand

Två figurer som nämns i skånska runstenar från 900-talet tolkas ibland som hövdingar eller lokala småkungar: Gunne Hand och Toke Gormsen. Gunne Hand nämns på två runstenar som rests till minnet av hans söner. På en av dessa är också en figur som förmodas vara Gunne Hand avbildad. Att Gunne Hand nämns på ett framträdande sätt tyder på att han och hans familj var mäktiga. I sin roman Konungariket Skånes undergång (1975) porträtterade Åke Ohlmarks Gunne Hand som kung över hela Skåne. Dick Harrison skrev 2022 att detta "säkert [var att] gå för långt" men att Gunne Hand möjligen kan ha varit en "bygdehövding av rang". En av runstenarna som associeras med Gunne Hand har ett inhugget kors, vilket tyder på att den restes efter kristnandet och därigenom efter att Skåne blev danskt. Om så är fallet kan Gunne Hand inte ha varit en självständig härskare.
Toke Gormsen nämns i tre runstenar och beskrivs som en man som hade hirdmän (militära undersåtar). Toke tillskrivs inte någon titel i runstenarna men att han hade hirdmän tyder på att han hade någon form av maktposition, möjligen en lokal hövding, jarl, eller bygdekung. Toke beskrivs även som "Gorms son", vilket på grund av likheten i namn har lett till antaganden att han var son till den danske kungen Gorm den gamle. Detta kan dock inte stödjas av andra källor eftersom ingen skriftlig källa nämner att kungen hade en son med det namnet.

## Moderna påstådda regentlängder
Prästen och författaren Elias Follin (1746–1819) sammanställde under tidigt 1800-tal en regentlängd med påstådda skånska monarker, vilken bland annat publicerades i Follins och Peter Wieselgrens Helsingborgs historia (1851). Follin, som var verksam i Helsingborg, påstod även att Helsingborgs slott varit en av de skånska kungarnas residenser. Redan 1891 avfärdades denna regentlängd av Cecilia Bååth-Holmberg, som beskrev Follin som en "med liflig inbillningskraft utrustad forskare". Follins regentlängd, med tydliga inslag av mytologi och sagor, lyder på följande sätt:
| Nr                                                                | Namn                         | Kommentarer                                                | Årtal |
| ----------------------------------------------------------------- | ---------------------------- | ---------------------------------------------------------- | ----- |
| Kungar i Skåne                                                    |                              |                                                            |       |
| 1                                                                 | Heimdal                      | Son till Oden                                              |       |
| 2                                                                 | Eric (eller Rik)             | Son till Heimdal                                           |       |
| 3                                                                 | Daup (eller Dag-Erik)        |                                                            |       |
| 4                                                                 | Dan                          | Danmarks kung                                              |       |
| 5                                                                 | Ring                         | Son/brorson till Dan                                       |       |
| 6                                                                 | Sigurd Ringsson              |                                                            |       |
| 7                                                                 | Östen                        | Utnämnd kung av sveakungen Vanlande                        |       |
| 8                                                                 | Dager                        | Son till Östen                                             |       |
| 9                                                                 | Skalk Skåning                |                                                            | 320   |
| 10                                                                | Atle (eller Alle, Atila)     |                                                            | 400   |
| 11                                                                | Omund Atleson (eller Homoth) | Son till Atle                                              |       |
| 12                                                                | Hothar                       | Utnämnd kung av sveakungen Ottar Vendelkråka               |       |
| 13                                                                | Ingjald                      | Son till den danska kungen Frode                           |       |
| 14                                                                | Roe Skånsk                   | Son till Ingjald                                           |       |
| 15                                                                | Waldar                       | Son till Roe Skånsk och kusin till Rolf Krake              |       |
| –                                                                 | Vesete                       | Pretendent som slogs mot Waldar                            |       |
| 16                                                                | Hiorvard                     | Son till Heidrek Ulfhamn(no)                               |       |
| 17                                                                | Ring                         |                                                            | 540   |
| 18                                                                | Ring Ringsson                | Son till Ring                                              | 570   |
| 19                                                                | Hake Hamundarson             |                                                            | 580   |
| 20                                                                | Halfdan Branafostre(en)      |                                                            |       |
| 21                                                                | Harald den gamle(no)         | Son till Waldar                                            | 600   |
| 22                                                                | Gudröd                       | Son till Harald den gamle och svärson till Ingjald Illråde |       |
| 23                                                                | Halfdan Snialle              | Bror och samkonung till Gudröd                             |       |
| 24                                                                | Ivar Widtfamne               | Son till Halfdan Snialle, erövrade Sverige                 |       |
| 25                                                                | Olof(da)                     | Kung i Skåne under Sigurd Rings tid                        |       |
| 26                                                                | Harald                       | Son till Olof                                              |       |
| 27                                                                | Borkard (eller Heraud)       | Farfar till Harald Klak                                    |       |
| Härskarna i Skåne slutar att vara kungar och blir istället jarlar |                              |                                                            |       |
| (28)                                                              | Arnold Jarl                  |                                                            | 920   |
| (29)                                                              | Strut Harald                 |                                                            |       |
| (30)                                                              | Torkil Hafa                  |                                                            |       |
| (31)                                                              | Ulf Jarl Sprakelägg          |                                                            |       |
| (32)                                                              | Harald Torkilsson            | Son till Torkil Hafa                                       |       |
| (33)                                                              | Sven Estridsson              | Sedan Danmarks kung                                        |       |

I Skånes landsbygd: historisk- och arkeologisk beskrifning (1904) skrev J. Göransson en mer utökad regentlängd, med ändrad ordning på några av namnen och med ytterligare påstådda kungar tillagda, bland annat en Alarik som skulle ha regerat från Sölvesborg omkring år 373. Göransson påstod likt Föllin att "Skånes kungalängd kan ledas tillbaka till Odens dagar" och att den började med att "Oden satte sin son Heimdal till konung öfver Skåne". Enligt Göransson erövrades Skåne på 800-talet av Gorm den gamle men ett antal ytterligare småkungar (inklusive Strutharald) följde efter Gorm innan landskapet erövrades av Harald Blåtand. En regentlängd lik Göranssons version, fast med Alarik (istället för Heimdal) beskriven som den första skånska kungen omkring år 380, började spridas av skånska regionalister och kulturorganisationer under 1980-talet, bland annat av Stiftelsen Skånsk Framtid och Skånska Akademien. Denna regentlängd avfärdades 2008 av Fredrik Persson-Lahusen i sin avhandling Skåne, den farliga halvön. Enligt Persson-Lahusen var dess "fiktiva inslag", i synnerhet de många namnen som är "hemmahörande i legendernas och sagornas värld", en intressant förändring då tidigare skånska kulturhistoriska initiativ under 1900-talet lagt fokus på framtagande av ny historisk kunskap. Persson-Lahusen antog att regentlängdens syfte var att med en tidig kronologisk början måla upp Skåne som ett "landskap rotat i ett avlägset förflutet".